# Antoni Chołoniewski
Antoni Chołoniewski-Myszka herbu Korczak (ur. 23 października 1872 w Kawsku, zm. 13 maja 1924 w Bydgoszczy) – dziennikarz, publicysta, polski działacz narodowy.

## Życiorys
Antoni Chołoniewski-Myszka, czyli Antoni Chołoniewski urodził się 23 października 1872 roku w Kavske – wówczas zwanym Kawsko – koło Stryja, obecnie na zachodniej Ukrainie. Jego rodzina pochodziła ze szlachty ziemskiej, związanej z rodem Korczaków. Jego matką była Katarzyna z domu Hrynkiewicz. Jego ojciec Ferdynand walczył jako porucznik generała Józefa Bema podczas rewolucji węgierskiej w 1848 roku. Własność rodziny Chołoniewskich została skonfiskowana przez władze austriackie po udziale Ferdynanda w powstaniu.
Uczęszczał do gimnazjum w Stryju. Wcześnie utracił rodziców i w związku z tym był zmuszony zarabiać na swoje utrzymanie pisując m.in. korespondencje z Podkarpacia do gazet lwowskich. W 1891 r. przeniósł się do Lwowa i podjął pracę w redakcji „Przeglądu Lwowskiego”, a po 3 latach w redakcji „Dziennika Polskiego”. W gazecie objął dział kultury i spraw ogólnonarodowych, a równocześnie był korespondentem petersburskiego „Kraju” i krakowskiego „Życia”. W tym czasie napisał książkę Nieśmiertelni (1898), w której przedstawił środowisko dziennikarskie i literackie Lwowa oraz popularny Życiorys Kościuszki (1902, trzy wydania).
Od 1903 r. mieszkał w Krakowie, gdzie objął kierownictwo filii redakcji warszawskiego dwutygodnika „Świat”. Zajął się wówczas publicystyką. Po zwiedzeniu Śląska, Wielkopolski i Pomorza podjął żarliwą obronę polskości na kresach zachodnich. Od 1913 r. występował w ich obronie w licznych pismach publicystycznych: Nad morzem polskim (1913), Gdańsk i Pomorze (1919; także w języku francuskim), Taniec wśród mieczów (1920). Jako pierwszy polski publicysta zwrócił uwagę społeczeństwa polskiego na małą osadę rybacką Gdynia i przyczynił się do założenia tam pierwszego pensjonatu dla letników z Polski. W kręgu jego zainteresowań stale pojawiały się problemy Wielkopolski i Pomorza, a swoim przemyśleniom dał wyraz w dziełach historyczno-politycznych: Istota walki polsko-rosyjskiej (1916), Dialog o Polsce i małych narodach, Państwo polskie, jego wskrzeszenie i widoki rozwoju.
Był pisarzem o orientacji narodowej, ale wolnym od szowinizmu i odwołującym się do najpiękniejszych tradycji polskiej demokracji i tolerancji. Opowiadając się za asymilacją Żydów, zwalczał zarówno objawy antysemityzmu, jak i żydowskiego separatyzmu narodowego. Najgłośniejszym jego dziełem była etnocentryczna synteza polskiej historii Duch dziejów Polski (1917, cztery wydania), przetłumaczona na języki: niemiecki, francuski, angielski i bułgarski. Wydobywał w niej pozytywne ustrojowe i państwowotwórcze czynniki w historycznym rozwoju niepodległej Polski.
Po odzyskaniu przez Polskę niepodległości Antoni przeniósł się w 1919 roku do Sopotu, a następnie do Gdańska. W Sopocie jego żona Kamilla kupiła budynki przy ówczesnej Sudstrasse 11–15 (dziś ul. Grunwaldzka) i Parkstrasse 6 (obecnie ul. Parkowa) i otworzyła tam pensjonat.  W tym czasie Antoni pracował nad dalszym upowszechnianiem idei polskiego nacjonalizmu. Jego idee naraziły go na szykany ze strony senatu Wolnego Miasta Gdańska, który od 1920 roku samodzielnie administrował tym obszarem. Wiosną 1921 r. Senat wydał decyzję o wydaleniu Antoniego Chołoniewskiego z terenu Wolnego Miasta. W związku z tym przeniósł się do Bydgoszczy, gdzie już przedtem leczył się u jednego z tamtejszych lekarzy. 
W Bydgoszczy Chołoniewski mieszkał przy ul. Gdańskiej 119. Powrócił do działalności dziennikarskiej poświęconej polskości kresów zachodnich. Mimo pogarszającego się stanu zdrowia opublikował wiele artykułów, nie tylko we własnym czasopiśmie Zmartwychwstanie w 1922 r., ale także w chadeckich pismach „Dzienniku Bydgoskim” i „Dzienniku Poznańskim”. Przyczynił się także do założenia w Wąbrzeźnie Polskiego Instytutu Narodowego, który miał stać się ogniskiem myśli narodowej i wydawnictw, dotyczących kresów zachodnich. W ostatnim roku życia redagował dwumiesięcznik „Biblioteka Pomorska”, poświęcony sztuce, nauce i literaturze oraz wiedzy o polskim Pomorzu. Zmarł 13 maja 1924 roku w Bydgoszczy po długiej chorobie, został pochowany na Cmentarzu Nowofarnym w Bydgoszczy. W 1987 r. jego grób zlikwidowano. 
Władze Sopotu zajęły majątek Chołoniewskich przed wybuchem II wojny światowej, a w marcu 1940 r. budynki rozebrano, a teren pokryto trawą. Z majątku Chołoniewskiego zachował się do dziś tylko niewielki gmach mieszkalny przy ul. Grunwaldzkiej 11.

## Tematy i dzieła
- Nad morzem polskim 1913;
- Gdańsk i Pomorze 1919, przetłumaczone na język francuski;
- Taniec wśród mieczów (pol. Taniec wśród mieczy) 1920
- Istota walki polsko-rosyjskiej (1916);
- Dialog o Polsce i małych narodach (1916);
- Państwo polskie, jego wskrzeszenie i widoki rozwoju.
- Główna praca Chołoniewskiego, Duch dziejów Polski, przedstawia syntetyczny zarys historycznego rozwoju niepodległej Polski ze szczególnym uwzględnieniem czynników pozytywnych.

## Rodzina
- Kamilla Chołoniewska, żona;

Kamilla Florentyna Maria Chołoniewska z domu Głuchowska (1877–1936), działaczka społeczna, pisarka, dziennikarka, nauczycielka i przedsiębiorca. 
- Antoni i Kamilla mieli dwóch synów, Mieczysława i Bolesława. Bolesław zmarł w 1942 r. w obozie koncentracyjnym Auschwitz podczas II wojny światowej.

- Mieczysław i jego żona Leandra mieli dwoje dzieci, córkę Kamilę i syna Jacka. Urodzony w 1957 roku Jacek jest polskim przedsiębiorcą, niezależnym dziennikarzem i ekspertem ekonomicznym, doktorem nauk fizycznych.

Synem kuzyna Antoniego Chołoniewskiego, Stanisława, był oficer kawalerii Andrzej Chołoniewski.

## Upamiętnienie
Na fasadzie kamienicy przy ul. Gdańskiej 119 w Bydgoszczy, gdzie mieszkał znajduje się tablica pamiątkowa ku jego czci. 
Jego imieniem nazwano również ulicę na osiedlu Szwederowo.